# Seznam křížových cest v Moravskoslezském kraji
Seznam křížových cest v Moravskoslezském kraji obsahuje Křížové cesty dochované i zaniklé. Seznam je řazen podle umístění a nemusí být úplný.

## Seznam
| Křížová cesta           | Fotografie | Galerie                                                                               | Maximální nadmořská výška (m n. m.) | Délka (km) | Rok         | Okres         | Souřadnice                       |
| ----------------------- | ---------- | ------------------------------------------------------------------------------------- | ----------------------------------- | ---------- | ----------- | ------------- | -------------------------------- |
| Andělská Hora           |            | Kategorie „Křížová cesta (Andělská Hora)“ na Wikimedia Commons                        | 835                                 |            | 1916, 2005  | Bruntál       | 50°4′14″ s. š., 17°22′47″ v. d.  |
| Bělský les              |            | Kategorie „Stations of the Cross in Bělský les“ na Wikimedia Commons                  | 250                                 | 0,45       | 2019        | Ostrava-město | 49°46′25″ s. š., 18°13′53″ v. d. |
| Bílovec                 |            | Kategorie „Stations of the Cross in Bílovec“ na Wikimedia Commons                     | 350                                 | 1,3        | 2018        | Nový Jičín    | 49°44′38″ s. š., 17°59′47″ v. d. |
| Bohušov                 |            | Kategorie „Stations of the Cross in Bohušov“ na Wikimedia Commons                     | 260                                 |            |             | Bruntál       | 50°14′20″ s. š., 17°42′19″ v. d. |
| Bruntál (Uhlířský vrch) |            | Kategorie „Stations of the Cross at Uhlířský vrch“ na Wikimedia Commons               | 670                                 |            | 1916, 2001  | Bruntál       | 49°58′34″ s. š., 17°26′57″ v. d. |
| Brušperk                |            | Kategorie „Stations of the Cross in Brušperk“ na Wikimedia Commons                    | 273                                 |            | 1781        | Frýdek-Místek | 49°41′59″ s. š., 18°13′34″ v. d. |
| Dívčí Hrad (†)          |            |                                                                                       | 305                                 |            |             | Bruntál       | 50°15′3″ s. š., 17°37′55″ v. d.  |
| Frýdek-Místek           |            |                                                                                       | 325                                 |            | 1877        | Frýdek-Místek | 49°41′23″ s. š., 18°20′47″ v. d. |
| Hať                     |            | Kategorie „Stations of the Cross in Hať“ na Wikimedia Commons                         | 225                                 |            | 2019        | Opava         | 49°56′55″ s. š., 18°14′17″ v. d. |
| Horní Lomná             |            | Kategorie „Stations of the Cross (Horní Lomná)“ na Wikimedia Commons                  | 600                                 |            | 1995        | Frýdek-Místek | 49°31′50″ s. š., 18°38′10″ v. d. |
| Kozlovice               |            |                                                                                       | 375                                 |            | 2006        | Frýdek-Místek | 49°36′24″ s. š., 18°15′5″ v. d.  |
| Kozmice                 |            | Kategorie „Stations of the Cross in Kozmice“ na Wikimedia Commons                     | 275                                 |            | 2021        | Opava         | 49°55′31″ s. š., 18°10′30″ v. d. |
| Krnov (Cvilín)          |            | Kategorie „Stations of the Cross in Cvilín (Krnov)“ na Wikimedia Commons              | 435                                 |            | 1729, 1800  | Bruntál       | 50°4′49″ s. š., 17°43′16″ v. d.  |
| Liptaň                  |            |                                                                                       | 445                                 |            |             | Bruntál       | 50°13′19″ s. š., 17°35′10″ v. d. |
| Nový Jičín – Štramberk  |            | Kategorie „Křížová cesta (Nový Jičín - Štramberk)“ na Wikimedia Commons               | 480                                 | 8,5        | 17. století | Nový Jičín    | 49°35′8″ s. š., 18°7′19″ v. d.   |
| Paskov                  |            |                                                                                       | 254                                 |            |             | Frýdek-Místek | 49°43′56″ s. š., 18°17′28″ v. d. |
| Petřkovice              |            | Kategorie „Stations of the Cross in Petřkovice“ na Wikimedia Commons                  | 500                                 |            | po 1888     | Nový Jičín    | 49°32′34″ s. š., 17°57′32″ v. d. |
| Petřvald                |            | Kategorie „Stations of the Cross in Petřvald (Karviná District)“ na Wikimedia Commons | 266                                 |            | 1843        | Karviná       | 49°49′54″ s. š., 18°23′11″ v. d. |
| Píšť                    |            | Kategorie „Stations of the Cross in Píšť (Opava District)“ na Wikimedia Commons       | 215                                 |            | 2003        | Opava         | 49°58′40″ s. š., 18°11′40″ v. d. |
| Příbor                  |            | Kategorie „Stations of the Cross (Příbor)“ na Wikimedia Commons                       | 296                                 |            | po 1850     | Nový Jičín    | 49°38′22″ s. š., 18°8′42″ v. d.  |
| Roudno                  |            | Kategorie „Stations of the Cross in Roudno“ na Wikimedia Commons                      | 780                                 |            | 1933        | Bruntál       | 49°53′32″ s. š., 17°31′23″ v. d. |
| Ruda                    |            | Kategorie „Křížový vrch (Ruda)“ na Wikimedia Commons                                  | 589                                 |            | 1760        | Bruntál       | 49°51′49″ s. š., 17°10′55″ v. d. |
| Slezská kalvárie        |            | Kategorie „Silesian Calvary“ na Wikimedia Commons                                     | 415                                 | 1          | 1774        | Opava         | 49°51′44″ s. š., 17°53′5″ v. d.  |